# Oenonogastra microrhopalae
Oenonogastra microrhopalae är en stekelart som först beskrevs av William Harris Ashmead 1896.  Oenonogastra microrhopalae ingår i släktet Oenonogastra och familjen bracksteklar. Inga underarter finns listade i Catalogue of Life.